# Etterwinden
Etterwinden is een dorp in de Duitse gemeente Moorgrund in  Thüringen. De gemeente maakt deel uit van het Wartburgkreis. Etterwinden wordt voor het eerst genoemd in een oorkonde uit 1242. In 1996 werd de tot dan zelfstandige gemeente gevoegd bij Moorgrund.